# Saint-Gourson
Saint-Gourson is een gemeente in het Franse departement Charente (regio Nouvelle-Aquitaine) en telt 129 inwoners (2005). De plaats maakt deel uit van het arrondissement Confolens.

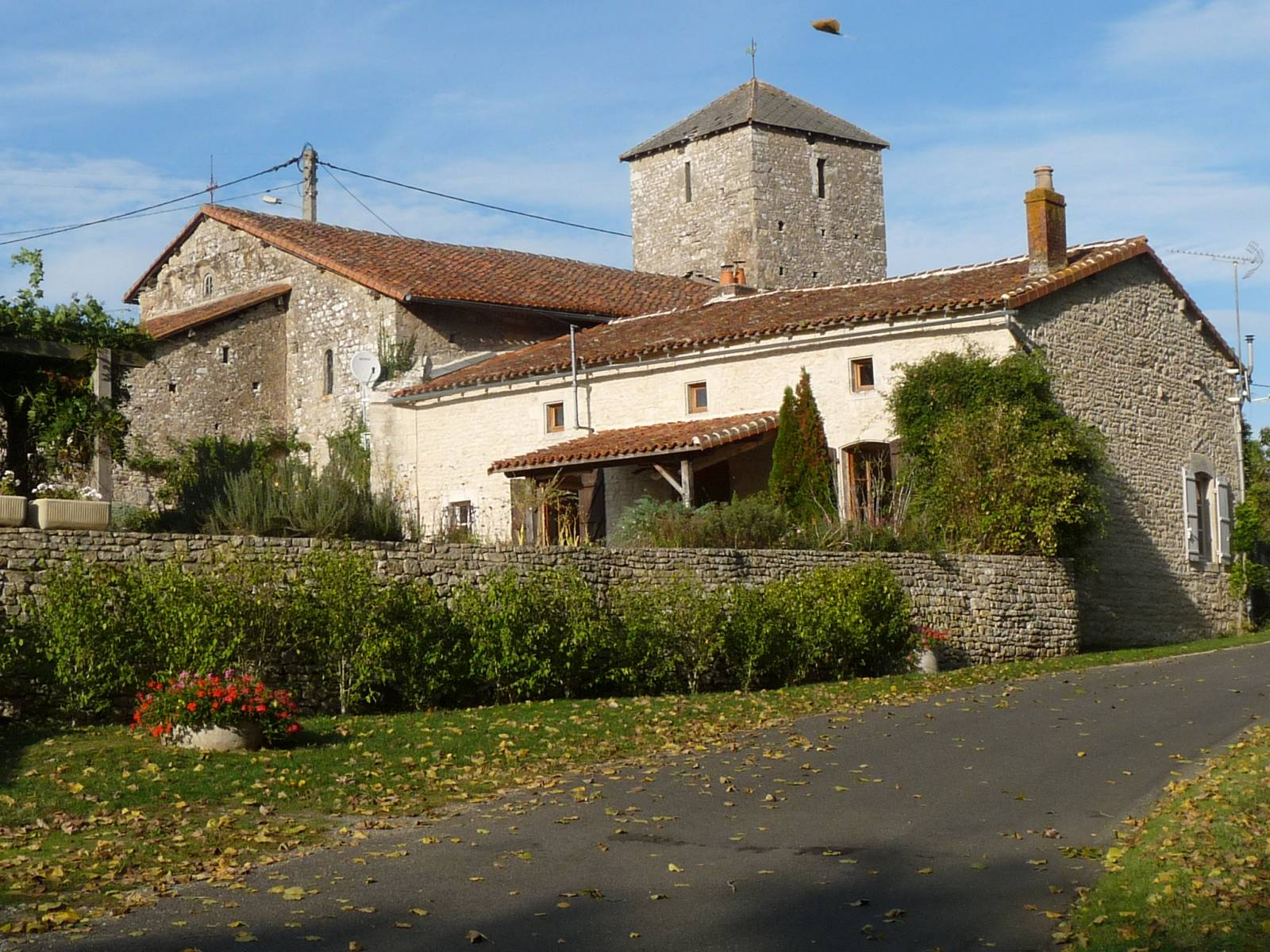
Kerk van Saint-Gourson
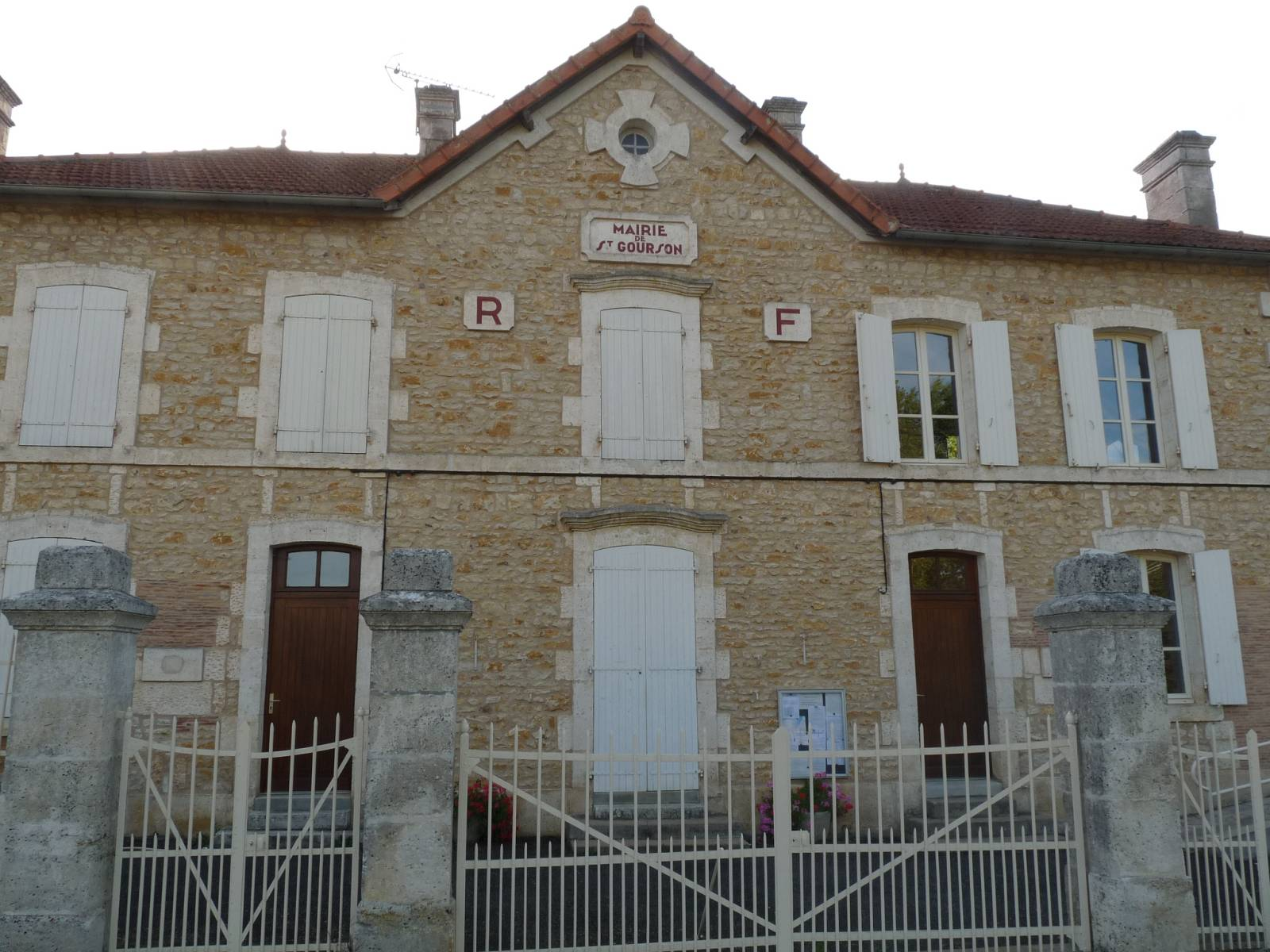
Gemeentehuis

## Geografie
De oppervlakte van Saint-Gourson bedraagt 9,8 km², de bevolkingsdichtheid is 13,2 inwoners per km².
De onderstaande kaart toont de ligging van Saint-Gourson met de belangrijkste infrastructuur en aangrenzende gemeenten.

## Demografie
Onderstaande figuur toont het verloop van het inwonertal (bron: INSEE-tellingen).